# Toxorhina megatricha
Toxorhina megatricha är en tvåvingeart som beskrevs av Alexander 1961. Toxorhina megatricha ingår i släktet Toxorhina och familjen småharkrankar. Inga underarter finns listade i Catalogue of Life.